# JR Freight classe EH200
La classe EH200 (EH200形, EH200-gata) est un type de locomotive électrique à courant continu exploitée par la compagnie JR Freight pour le transport de marchandises au Japon.

## Description
Les locomotives de la classe EH200 sont construites par Toshiba. 25 exemplaires ont été produits.
Les locomotives sont constituées de 2 caisses articulées avec chacune 2 bogies de 2 essieux. Leur disposition des essieux complète est Bo'Bo'+Bo'Bo'.

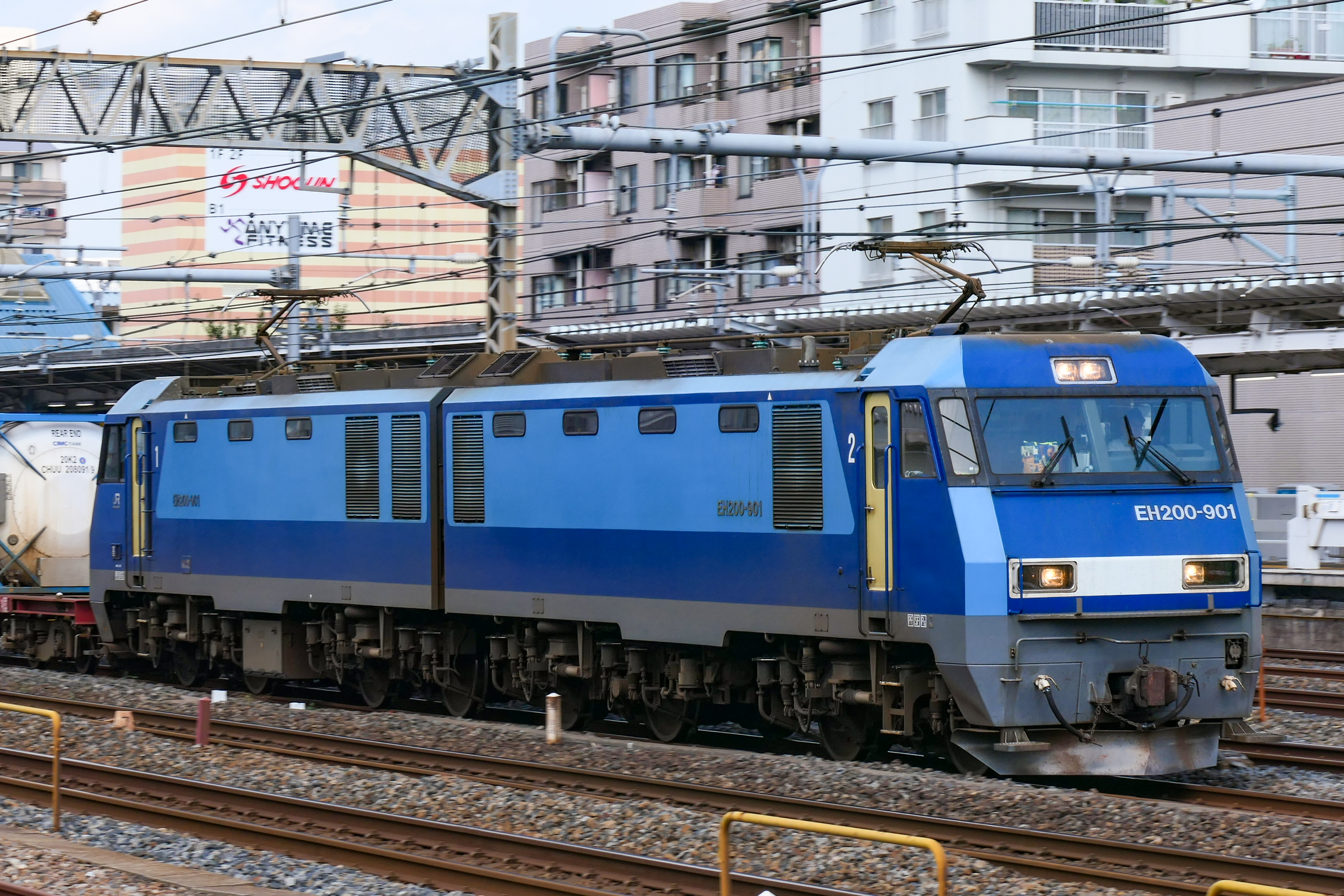
Locomotive prototype EH200-901
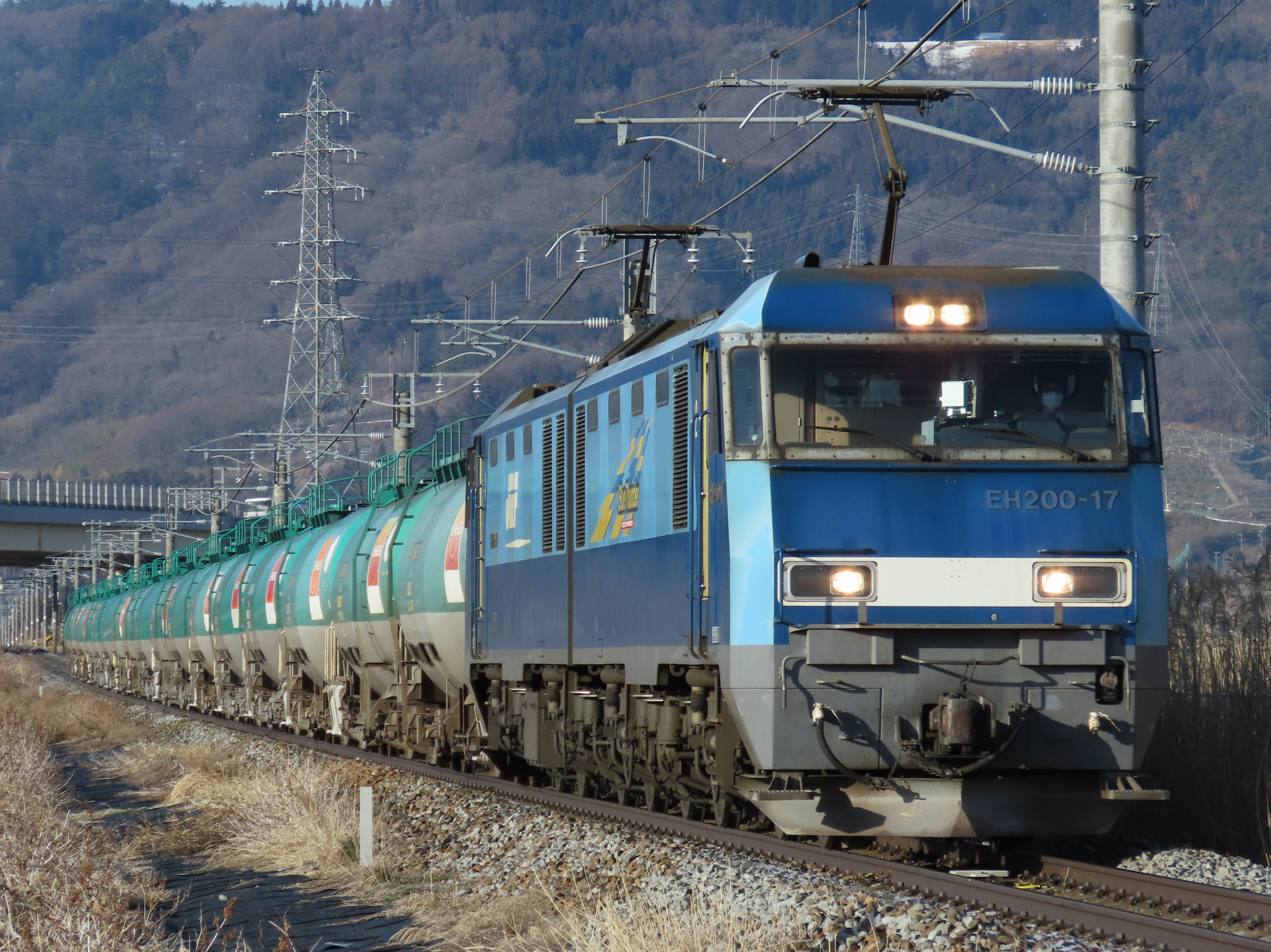
Locomotive EH200-17
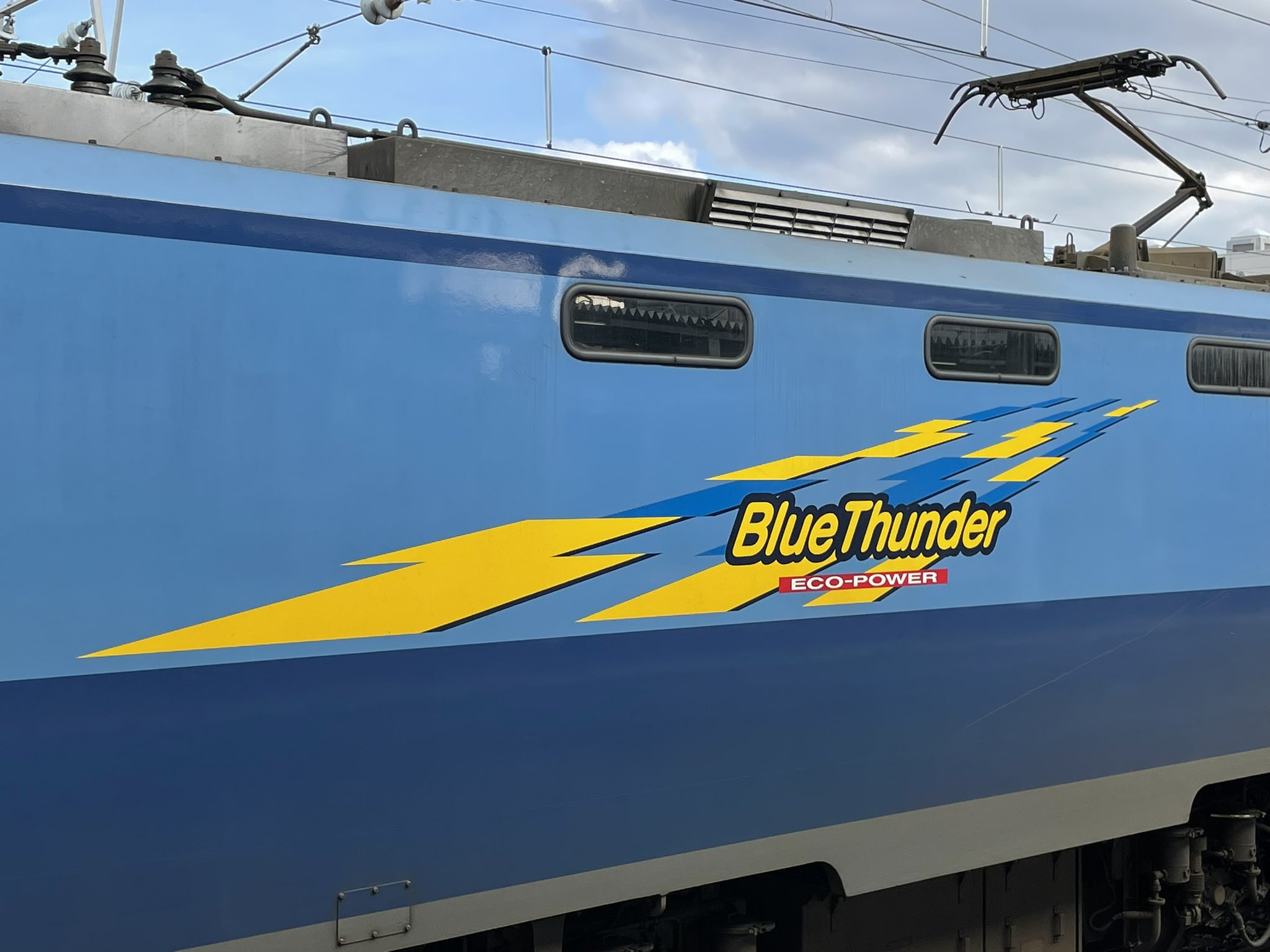
Logo "Blue Thunder"

## Affectation
Les locomotives EH200 sont affectées au dépôt de Takasaki, et tractent principalement des rames lourdes sur les lignes Jōetsu, Takasaki, Chūō et Shinonoi dont la pente peut être importante.